# 야마모토 고지 (1946년)
야마모토 고지(일본어: 山本 浩二, 본명 : 山本 浩司(동음) 1946년 10월 25일 ~ )는 일본의 전 프로 야구 선수이자 야구 감독, 야구 해설가·평론가이다.
현역 시절에는 히로시마 도요 카프에서 활약했고, 미스터 빨간 헬멧(ミスター赤ヘル)이라는 별명으로 사랑을 받는 등 은퇴 후에도 친정 팀인 히로시마의 감독을 두 차례나 역임했다.

## 인물

### 프로 입단 전
히로시마현 사에키 군 이쓰카이치 정(현재의 히로시마시 사에키구)에서 태어나 어렸을 적 아버지에 이끌려 당시 히로시마 카프의 홈구장인 히로시마 현영 구장에 오타강 건너편 강가에서 나룻배로 몇 번이나 타고다녔다. 당시 히로시마의 주력 선수이자 에이스 투수였던 하세가와 료헤이, 4번 타자 고즈루 마코토, 가나야마 지로 등을 동경하면서 야구 선수가 되겠다는 꿈을 갖게돼 야구에만 몰두했다.
16세 때 자신의 힘으로 고시엔 대회에 출전하기 위해 대학 진학을 시야로 넣은 가족의 의향도 있어 야구에서는 완전 무명이었던 히로시마 현립 하쓰카이치 고등학교로 진학했다. 고등학교에 입학함과 동시에 야구부에 입단하면서 팀내 에이스 겸 4번 타자가 되었다(그의 동기는 다카하시 가즈미, 오가와 구니카즈 등이 있다). 3학년 때는 팀의 주장으로서 활약해 히로시마 현 예선에서 팀 승리를 이끄는 등의 맹활약을 했지만 준결승전에서는 고료 고등학교에게 17개의 안타를 허용하면서 팀은 패했다.
그러나 야마모토의 평판을 들은 난카이 호크스의 쓰루오카 가즈토 감독으로부터 “지금 프로에 들어가도 통용되지 않는다”라고 말하면서 대학 진학을 권했고 결국 1965년에 고교 졸업과 동시에 호세이 대학에 입학했다. 쓰루오카는 그 후 당시의 야마모토에 대해서 “투수로서는 어찌 됐건 타격이 뛰어났다는 것을 느꼈다”라고 말했다.
대학 진학 후 투수로서 야구부에 입단했지만 1학년 선수들만 50명으로 구성되어 있던 당시의 호세이 대학에서는 두각을 나타내지 못했고 곧바로 엘리트 코스(합숙조)에 들어간 다부치 고이치와는 달라 도미타 마사루, 구와바라 히데노리 등과 함께 일반부원의 입장에서는 만족하고 있었다. 2학년 때 야마나카 마사타케가 입단한 것을 계기로 외야에 변경되어 마쓰나가 레이이치 감독으로부터 개인 특별훈련을 받아 타격이 개선되었고 2학년 때부터 클린업 타자로 발탁되었다. 야마모토는 다부치, 도미타와 함께 ‘호세이 대학 3인방’이라는 별명을 얻어 호세이 대학의 황금 시대를 구축하는 주력 선수로서 활약했다. 리그 통산 65경기에 출전해 229타수 67안타, 타율 2할 9푼 3리, 홈런 8개, 30타점의 성적을 남겼고 베스트 나인에 두 차례나 선정되었다.

### 선수 시절

#### 입단 초기 ~ 1970년대
1968년 프로 야구 드래프트 1순위로 히로시마 도요 카프에 입단했고 입단할 당시의 등번호는 27번이었지만, 야마우치 가즈히로가 현역에서 은퇴한 후에 등번호 8번을 물려받았다.
이듬해인 1969년 4월 12일 개막전에서 6번 타자 겸 중견수로서 선발 출전해 팀의 주전으로 차지하였고 시즌 후반에는 4번 타자 등의 클린업 타자로서도 활약했다. 1970년에는 3번 타자, 1971년에는 주로 5번 타자였고, 다음해 1972년에는 주로 1번 타자나 5번 타자를 맡는 등 팀의 주력 선수로 맹활약을 했다. 그러나 타격 성적 자체가 특이할 만한 사항은 없었고 오랫동안 평범한 중거리 타자로서 팀을 견인했다. 그 후 네모토 리쿠오, 우에다 도시하루, 세키네 준조, 히로오카 다쓰로 등 여러 지도자에게서도 높은 평가를 받아 서서히 성장을 보였다. 1974년에는 주로 3번 타자를 맡아 타율 2할 7푼 5리, 홈런 28개, 74타점 등의 좋은 성적을 남겼고 1974년 시즌 종료 후 자신의 이름에 관해서는 “‘고지’라는 이름은 승부사에 적절하지 않다”라고 말하는 등 이름을 ‘浩司’(동음)에서 ‘浩二’(동음)로 개명했다.
이듬해 1975년 6월 하순부터 4번 타자로 활약해 그 해에 열린 올스타전 제1차전에서는 센트럴 리그의 3번 타자로서 4번 오 사다하루, 5번 다부치 고이치와 함께 클린업 타선을 형성했고 6번 타자로 출전한 기누가사 사치오와 함께 2타석 연속 홈런을 때려냈다. 1975년 시즌에는 타격 호조를 유지하여 수위타자 타이틀을 놓고 주니치 드래건스의 이노우에 히로아키와 끝까지 경쟁해 주니치와의 최종전에서 타격 1위를 유지하고 있는 자신은 결장하고 고바 다케시 감독이 이노우에를 만루 상황에서도 고의사구로 내보내는 등의 작전으로 타격 1위를 지키는 등 수위타자를 차지했다. 최종적으로 타율 3할 1푼 9리, 30홈런, 84타점, 24개의 도루 등 개인 최고 성적을 남기면서 처음으로 시즌 3할 대가 넘는 타율과 시즌 30홈런을 동시에 달성했다. 그리고 팀 창단 이후 처음으로 리그 우승 달성에 기여함과 동시에 시즌 MVP까지 석권했다. 리그 우승이 결정된 10월 15일 요미우리 자이언츠전(고라쿠엔 구장)에서 감격에 북받치는 듯한 눈물을 흘렸고 히로시마의 사람들에게서 향토의 영웅으로서 ‘미스터 빨간 헬멧’(ミスター赤ヘル)이라는 별명을 얻었다.
타자로서 본격적으로 두각을 드러낸 시기는 30대가 되고 나서였다. 이것은 호세이 대학 시절부터 시달려온 허리 통증이었는데 세월이 지나면서 통증이 갈수록 심해졌고 한 때는 야마모토 스스로가 휴양을 요구했지만 고바 감독이 이를 허락하지 않았기 때문에 경기 출전을 계속했다. 그러한 가운데 야마모토는 허리에 부담을 주지 않고 공을 멀리 날려보내는 광각 타법을 습득하여 이것에 의해 우익 방향으로 밀어치기 홈런의 명수가 되어 장거리 타자로서 성장했다.
1977년부터 5년 연속 40홈런을 기록했는데 이 기록을 세운 선수는 오 사다하루와 야마모토뿐이다. 그 외에도 1978년, 1980년, 1981년, 1983년에는 통산 4차례의 홈런왕을 석권했고 타점왕도 3차례나 차지했다. 또, 강한 어깨와 정교한 수비를 하는 중견수로서 1972년부터 1981년까지 골든 글러브상을 10년 연속 수상했는데 통산 10회 수상은 센트럴 리그의 외야수로서는 역대 최다 기록이다. 외야수로서 남긴 통산 4637개의 척살, 통산 154개의 보살, 통산 4830차례 수비 기회는 각각 센트럴 리그 기록이며 이 기록들은 모두 일본 프로 야구 역대 2위에 해당한다. 1975년에는 302차례 수비 기회 연속 무실책이라는 센트럴 리그 기록을 갖고 있어 수비 기회가 많은 것에 비해 통산 실책 수는 39차례로 가장 적었고 공을 잡는 기술이 높고 정확무비한 송구를 했다. 발도 빠르면서 11년 연속으로 시즌 두 자릿수 도루를 기록하고 있어 통산 기록에서도 231개의 도루를 기록하고 있다. 이와 같이 주루, 공격, 수비 모두 갖춰진 선수로서 기누가사 사치오, 미무라 도시유키, 미즈타니 지쓰오, 다카하시 요시히코 등과 함께 히로시마 황금 시대의 중심 선수로서 활약했다.

#### 1980년대
1980년대에 들어서면서 발이나 어깨에 그늘이 보이기 시작하였지만 나가시마 기요유키와 야마사키 류조가 활약한 적도 있어 1983년부터 좌익수로 변경되었다. 같은 해 4월 30일 한신 타이거스전(한신 고시엔 구장)에서는 사이클링 안타를 기록했다. 1984년부터 타격 코치를 겸임했고 그 해에는 타이틀을 놓쳤지만 좋은 성적을 남기면서 팀의 일본 시리즈 우승에 기여했다. 오 사다하루(현역 마지막 연도인 1980년 당시)를 제치고 현재의 야구계에서 최고 금액이 되는 연봉 8,500만 엔으로 계약했다. 1985년에는 역대 두 번째로 개인 통산 500홈런, 200도루를 동시에 달성했다(이 기록을 가진 선수는 하리모토 이사오, 야마모토, 기누가사 등 3명 뿐이다).
1986년에 팀은 리그 우승을 제패하면서 자신은 현역에서 은퇴하겠다는 의사를 밝혔다(당시 나이는 40세). 그 해 팀은 전체 130경기에서 129경기째에 리그 우승을 결정했고 일본 시리즈에서도 8차전까지 갔기 때문에 일본 시리즈 8차전은 사실상 은퇴 경기가 되었다. 경기에서는 패하여 세이부 라이온스에게 우승을 양보했지만 히로시마의 코칭 스태프와 선수들로부터 작별의 헹가래를 받았다. 다음날의 은퇴 회견에서는 눈물을 흘리며 “야마모토 고지는 행복한 남자입니다”라고 말했다.
이름이 알려진 대선수라도 프로 데뷔 초에나 현역 마지막 연도에서는 경기 출전이 적거나 부진한 성적을 남기기도 하였지만 야마모토는 1년차부터 은퇴할 때까지 거의 모든 경기에 출전하면서 성적도 극단적으로 떨어지는 경우는 없었는데 현역 생활에 있어서의 마지막 시즌인 1986년에는 타율 2할 7푼 6리와 27개의 홈런을 기록했다. 그러나 고질적인 허리 통증의 악화로 끝내 야마모토를 은퇴로 몰아넣은 것으로 여겨진다.
대졸 출신으로서의 통산 536홈런은 일본 프로 야구에서의 최다 기록이고 7차례에 걸친 타점·홈런왕 타이틀은 모두 30세 이후에, 통산 홈런의 7할을 30대 이후에 때려내는 등 전형적인 대기만성형 스타일의 선수였다. 히로시마 구단 측은 야마모토의 활약을 인정하면서 등번호 8번은 구단 창단 이후 최초의 영구 결번으로 제정되었다.

### 은퇴 후·지도자 시절
현역에서 은퇴한 이후에는 NHK의 야구 해설위원을 맡았고 1989년에는 친정팀 히로시마의 감독으로 발탁되었다. 1989년과 1990년에는 리그 2위를 기록했고 이듬해 1991년에는 리그 우승을 이끌었다. 그 다음해인 1992년에는 4위를 기록했지만 1993년에는 현역 시절인 1974년 이후 19년 만에 최하위로 추락하면서 성적 부진에 대한 책임을 지고 감독직에서 물러났다.
그 후 니혼 TV와 히로시마TV방송에서 해설 위원을 맡고 있었지만 히로시마 구단의 요청으로 2001년에 다시 히로시마 감독으로 재부임했다. 그러나 재임 중에 단 한 번도 팀을 A클래스에 진입시키지 못한 채 2005년 시즌 종료 후 성적 부진으로 감독직에서 물러났다. 감독으로서의 재임 기간(제1기·제2기에 맞추어)은 10년이었고 고바 다케시, 시라이시 가쓰미(모두 11년간 재임)에 이은 히로시마의 최장수 감독이 되었다. 감독 시절인 제1기 시절에는 마에다 도모노리나 오가타 고이치, 에토 아키라 등을 지도했고 제2기 시절에는 아라이 다카히로, 시마 시게노부, 구리하라 겐타 등을 지도하여 육성했다.
2006년부터 니혼 TV, 히로시마TV방송의 해설위원으로 복귀했고 2007년에는 호시노 센이치 감독의 지휘 하에 베이징 올림픽 야구 국가대표팀의 수비 주루 코치로 발탁되었지만 이듬해 본선에서는 대한민국과 미국에 패해 4위로 끝났다. 2008년에는 일본 야구 명예의 전당에 헌액되었고 2010년에는 일본 프로 야구 명구회의 부회장으로 취임했다.
2012년 10월 10일, 2013년 월드 베이스볼 클래식 일본 대표팀의 감독으로 발탁되었지만 이듬해 2013년 3월 18일 샌프란시스코 AT&T 파크에서 열렸던 푸에르토리코와의 준결승전에서 패해 대회 3연패 달성에는 실패했다.

## 상세 정보

### 출신 학교
- 히로시마 현립 하쓰카이치 고등학교
- 호세이 대학

### 선수 경력
- 히로시마 도요 카프(1969년 ~ 1986년)

### 지도자·기타 경력
- NHK 야구 해설 위원(1987년 ~ 1988년)
- 히로시마 도요 카프 감독(1989년 ~ 1993년, 2001년 ~ 2005년)
- 니혼 TV 야구 해설 위원(1994년 ~ 2000년)
- 베이징 올림픽 일본 국가대표팀 코치(2008년)
- 니혼 TV·히로시마 TV 야구 해설 위원(2006년 ~ )
- 월드 베이스볼 클래식 일본 국가대표팀 감독(2013년)

### 수상·타이틀 경력

#### 타이틀
- 수위 타자 : 1회(1975년)
- 홈런왕 : 4회(1978년, 1980년, 1981년, 1983년)
- 타점왕 : 3회(1979년 ~ 1981년)
- 최다 출루수 : 3회(1979년, 1980년, 1983년)

#### 수상
- MVP : 2회(1975년, 1980년)
- 베스트 나인 : 10회(1975년, 1977년 ~ 1984년, 1986년)
- 다이아몬드 글러브상 : 10회(1972년 ~ 1981년)[3]
- 일본 시리즈 감투상 : 1회(1975년)
- 일본 시리즈 우수 선수상 : 1회(1984년)
- 월간 MVP : 5회(1975년 8월, 1978년 8월, 1980년 6월, 1983년 4월, 1986년 4월)
- 올스타전 MVP : 2회(1975년 1차전, 1979년 3차전)
- 일본 야구 명예의 전당 헌액자(2008년)

### 주요 기록

#### 첫 기록
- 첫 출장·첫 선발 출장 : 1969년 4월 12일, 대 주니치 드래곤스 1차전(히로시마 시민 구장), 6번·중견수로서 선발 출장
- 첫 안타 : 1969년 4월 13일, 대 주니치 드래곤스 2차전(히로시마 시민 구장), 4회말에 다나카 쓰토무로부터 좌전 안타
- 첫 타점 : 1969년 4월 19일, 대 아톰스 2차전(메이지 진구 야구장), 6회초에 마쓰오카 히로무로부터 적시타
- 첫 홈런 : 1969년 5월 14일, 대 요미우리 자이언츠 3차전(현영 도야마 야구장), 6회초에 다카하시 아키라로부터 좌월 2점 홈런

#### 기록 달성 경력
- 통산 100홈런 : 1974년 6월 13일, 대 한신 타이거스 11차전(한신 고시엔 구장), 6회초에 에나츠 유타카로부터 좌월 솔로 홈런 ※역대 79번째
- 통산 150홈런 : 1976년 5월 7일, 대 다이요 웨일스 5차전(가와사키 구장), 7회초에 다나카로부터 중월 2점 홈런 ※역대 41번째
- 통산 1000경기 출장 : 1976년 10월 5일, 대 한신 타이거스 25차전(히로시마 시민 구장), 4번·중견수로서 선발 출장 ※역대 187번째
- 통산 1000안타 : 1977년 5월 22일, 대 요미우리 자이언츠 6차전(고라쿠엔 구장), 9회초에 사다오카 쇼지로부터 우전 안타 ※역대 101번째
- 통산 200홈런 : 1977년 8월 11일, 대 한신 타이거스 16차전(히로시마 시민 구장), 8회말에 미야타 노리카즈로부터 좌중간에 3점 홈런 ※역대 27번째
- 통산 250홈런 : 1978년 9월 6일, 대 주니치 드래곤스 19차전(나고야 구장), 1회초에 아오야마 히사토로부터 중월 2점 홈런 ※역대 15번째
- 통산 300홈런 : 1980년 4월 8일, 대 요코하마 다이요 웨일스 1차전(히로시마 시민 구장), 1회말에 엔도 가즈히코로부터 우월 선제 2점 홈런 ※역대 12번째
- 통산 1500안타 : 1980년 9월 7일, 대 한신 타이거스 19차전(히로시마 시민 구장), 2회말에 야마모토 가즈유키로부터 중전 안타 ※역대 40번째
- 통산 1500경기 출장 : 1980년 9월 11일, 대 주니치 드래곤스 23차전(나고야 구장), 4번·중견수로서 선발 출장 ※역대 64번째
- 통산 350홈런 : 1981년 4월 28일, 대 주니치 드래곤스 4차전(히로시마 시민 구장), 1회말에 미사와 준으로부터 좌월 선제 2점 홈런 ※역대 10번째
- 통산 1000타점 : 1981년 8월 2일, 대 주니치 드래곤스 19차전(히로시마 시민 구장), 1회말에 미야코 유지로로부터 좌월 선제 2점 홈런 ※역대 13번째
- 통산 1000득점 : 1981년 8월 20일, 대 요미우리 자이언츠 24차전(히로시마 시민 구장), 1회말에 미즈타니 지쓰오의 선제 결승 2점 적시 2루타로 홈인 ※역대 14번째
- 통산 400홈런 : 1982년 6월 25일, 대 요미우리 자이언츠 11차전(히로시마 시민 구장), 6회말에 가토리 요시타카로부터 좌중간에 솔로 홈런 ※역대 8번째
- 통산 450홈런 : 1983년 10월 3일, 대 요미우리 자이언츠 25차전(하마마쓰 구장), 7회초에 호리우치 쓰네오로부터 좌월 솔로 홈런 ※역대 7번째
- 통산 2000안타 : 1984년 5월 5일, 대 요미우리 자이언츠 4차전(고라쿠엔 구장), 4회초에 마키하라 히로미로부터 좌전 안타 ※역대 19번째
- 통산 2000경기 출장 : 1984년 8월 1일, 대 요코하마 다이요 웨일스 16차전(히로시마 시민 구장), 4번·좌익수로서 선발 출장 ※역대 18번째
- 통산 500홈런 : 1985년 7월 26일, 대 주니치 드래곤스 12차전(나고야 구장), 2회초에 스기모토 다다시로부터 좌중간에 솔로 홈런 ※역대 4번째

#### 기타
- 시즌 40홈런 이상 : 5회(1977년 ~ 1981년) ※역대 3위 타이 기록
- 시즌 30홈런 이상 : 9회(1975년, 1977년 ~ 1984년) ※역대 3위 타이 기록
- 시즌 100타점 이상 : 6회(1977년 ~ 1981년, 1983년) ※역대 3위
- 5년 연속 시즌 40홈런 이상 : (1977년 ~ 1981년) ※역대 2위
- 8년 연속 시즌 30홈런 이상(1977년 ~ 1984년) ※역대 3위
- 13년 연속 시즌 20홈런 이상(1974년 ~ 1986년) ※역대 3위 타이 기록
- 5년 연속 시즌 100타점 이상(1977년 ~ 1981년) ※역대 2위 타이 기록
- 17년 연속 시즌 100안타 이상(1970년 ~ 1986년) ※역대 4위 타이 기록
- 사이클링 안타 : 1983년 4월 30일, 대 한신 타이거스 4차전(한신 고시엔 구장) ※역대 36번째
- 9타수 연속 안타(1972년 7월 6일 ~ 7월 8일)
- 302수비 기회 연속 무실책(1975년 4월 5일 ~ 9월 24일) ※외야수로서의 센트럴 리그 기록
- 872경기 연속 출장(1976년 10월 22일 ~ 1983년 8월 28일) ※역대 11위
- 입단 연도부터 은퇴 연도까지의 규정 타석 도달(1969년 ~ 1986년)
- 통산 500홈런·200도루 달성(1985년 7월 26일) ※역대 2번째
- 통산 만루 홈런 : 11개(1972년, 1974년, 1977년, 1978년, 1980년, 1981년, 1982년, 1983년, 1984년) ※역대 9위 타이 기록
- 통산 장타율 : .5416(1969년 ~ 1986년) ※역대 10위
- 통산 외야수 척살 : 4637개(역대 2위, 센트럴 리그 기록)
- 통산 외야수 보살 : 154개(역대 2위, 센트럴 리그 기록)
- 통산 외야수 수비 기회 : 4830차례(역대 2위, 센트럴 리그 기록)
- 올스타전 출장 : 14회(1973년 ~ 1986년)
- 올스타전 통산 타율 : .316(100타수 이상에서는 역대 3위)
- 올스타전 통산 홈런 : 14개(역대 1위)
- 올스타전 통산 타점 : 27타점(역대 3위 타이)

### 등번호
- 27(1969년 ~ 1970년)
- 8(1971년 ~ 1986년, 2001년 ~ 2005년) ※히로시마 도요 카프의 영구 결번.
- 88(1989년 ~ 1993년)

### 등록명
- 山本 浩司(1969년 ~ 1974년)
- 山本 浩二(1975년 ~ )

### 연도별 타격 성적
| 연 도       | 소 속       | 경 기 | 타 석 | 타 수 | 득 점 | 안 타 | 2 루 타 | 3 루 타 | 홈 런 | 루 타 | 타 점 | 도 루 | 도 루 자 | 희 생 번 | 희 생 플 | 볼 넷 | 고 4 | 사 구 | 삼 진 | 병 살 타 | 타 율 | 출 루 율 | 장 타 율 | O P S |
| ----------- | ----------- | ----- | ----- | ----- | ----- | ----- | ------- | ------- | ----- | ----- | ----- | ----- | -------- | -------- | -------- | ----- | ---- | ----- | ----- | -------- | ----- | -------- | -------- | ----- |
| 1969년      | 히로시마    | 120   | 404   | 366   | 37    | 88    | 20      | 1       | 12    | 146   | 40    | 9     | 5        | 8        | 1        | 23    | 1    | 6     | 74    | 7        | .240  | .296     | .399     | .695  |
| 1970년      | 히로시마    | 128   | 514   | 461   | 67    | 112   | 8       | 4       | 22    | 194   | 56    | 21    | 12       | 4        | 0        | 41    | 1    | 8     | 77    | 7        | .243  | .316     | .421     | .737  |
| 1971년      | 히로시마    | 123   | 484   | 431   | 42    | 108   | 19      | 0       | 10    | 157   | 52    | 25    | 10       | 4        | 4        | 39    | 1    | 6     | 56    | 7        | .251  | .321     | .364     | .685  |
| 1972년      | 히로시마    | 130   | 557   | 485   | 73    | 125   | 27      | 0       | 25    | 227   | 66    | 18    | 11       | 10       | 5        | 52    | 1    | 5     | 55    | 9        | .258  | .336     | .468     | .804  |
| 1973년      | 히로시마    | 126   | 526   | 449   | 68    | 121   | 24      | 1       | 19    | 204   | 46    | 10    | 12       | 12       | 3        | 59    | 1    | 3     | 75    | 10       | .269  | .345     | .454     | .799  |
| 1974년      | 히로시마    | 127   | 529   | 476   | 74    | 131   | 23      | 2       | 28    | 242   | 74    | 18    | 8        | 6        | 2        | 41    | 5    | 4     | 72    | 18       | .275  | .338     | .508     | .846  |
| 1975년      | 히로시마    | 130   | 526   | 451   | 86    | 144   | 21      | 0       | 30    | 255   | 84    | 24    | 9        | 1        | 5        | 67    | 6    | 2     | 39    | 6        | .319  | .410     | .565     | .975  |
| 1976년      | 히로시마    | 129   | 535   | 464   | 79    | 136   | 26      | 3       | 23    | 237   | 62    | 14    | 7        | 3        | 2        | 62    | 2    | 4     | 57    | 13       | .293  | .381     | .511     | .892  |
| 1977년      | 히로시마    | 130   | 552   | 448   | 102   | 138   | 24      | 4       | 44    | 302   | 113   | 22    | 4        | 0        | 6        | 94    | 6    | 4     | 64    | 12       | .308  | .432     | .674     | 1.106 |
| 1978년      | 히로시마    | 130   | 563   | 473   | 114   | 153   | 28      | 0       | 44    | 313   | 112   | 12    | 4        | 0        | 4        | 84    | 9    | 2     | 74    | 10       | .323  | .428     | .662     | 1.090 |
| 1979년      | 히로시마    | 130   | 556   | 467   | 90    | 137   | 20      | 0       | 42    | 283   | 113   | 15    | 5        | 0        | 6        | 81    | 10   | 2     | 71    | 8        | .293  | .400     | .606     | 1.006 |
| 1980년      | 히로시마    | 130   | 539   | 440   | 91    | 148   | 28      | 3       | 44    | 314   | 112   | 14    | 12       | 0        | 7        | 87    | 11   | 5     | 52    | 13       | .336  | .451     | .714     | 1.165 |
| 1981년      | 히로시마    | 130   | 553   | 473   | 102   | 156   | 21      | 0       | 43    | 306   | 103   | 5     | 3        | 0        | 4        | 73    | 7    | 3     | 56    | 12       | .330  | .423     | .647     | 1.070 |
| 1982년      | 히로시마    | 130   | 544   | 448   | 84    | 137   | 21      | 0       | 30    | 248   | 90    | 8     | 3        | 0        | 7        | 87    | 9    | 2     | 56    | 14       | .306  | .421     | .554     | .975  |
| 1983년      | 히로시마    | 129   | 558   | 462   | 86    | 146   | 19      | 2       | 36    | 277   | 101   | 5     | 6        | 0        | 8        | 85    | 11   | 3     | 62    | 11       | .316  | .425     | .600     | 1.025 |
| 1984년      | 히로시마    | 123   | 508   | 437   | 64    | 128   | 15      | 0       | 33    | 242   | 94    | 5     | 4        | 0        | 5        | 64    | 2    | 2     | 59    | 12       | .293  | .386     | .554     | .940  |
| 1985년      | 히로시마    | 113   | 460   | 382   | 57    | 110   | 15      | 1       | 24    | 199   | 79    | 2     | 2        | 0        | 6        | 71    | 5    | 1     | 55    | 14       | .288  | .401     | .521     | .922  |
| 1986년      | 히로시마    | 126   | 501   | 439   | 48    | 121   | 13      | 0       | 27    | 215   | 78    | 4     | 2        | 0        | 4        | 58    | 6    | 0     | 69    | 10       | .276  | .360     | .490     | .850  |
| 통산 : 18년 | 통산 : 18년 | 2284  | 9409  | 8052  | 1364  | 2339  | 372     | 21      | 536   | 4361  | 1475  | 231   | 119      | 48       | 79       | 1168  | 94   | 62    | 1123  | 193      | .290  | .381     | .542     | .923  |

- 굵은 글씨는 시즌 최고 성적.

### 감독으로서의 팀 성적
| 연도        | 소속        | 순위        | 경기 | 승리 | 패전 | 무승부 | 승률 | 승차                         | 팀 홈런                      | 팀 타율                      | 팀 평균자책점                | 연령                         |
| ----------- | ----------- | ----------- | ---- | ---- | ---- | ------ | ---- | ---------------------------- | ---------------------------- | ---------------------------- | ---------------------------- | ---------------------------- |
| 1989년      | 히로시마    | 2위         | 130  | 73   | 51   | 6      | .589 | 9                            | 101                          | .271                         | 3.01                         | 43세                         |
| 1990년      | 히로시마    | 2위         | 132  | 66   | 64   | 2      | .508 | 22                           | 140                          | .267                         | 3.57                         | 44세                         |
| 1991년      | 히로시마    | 1위         | 132  | 74   | 56   | 2      | .569 | -                            | 88                           | .254                         | 3.23                         | 45세                         |
| 1992년      | 히로시마    | 4위         | 130  | 66   | 64   | 0      | .508 | 3                            | 122                          | .260                         | 3.60                         | 46세                         |
| 1993년      | 히로시마    | 6위         | 131  | 53   | 77   | 1      | .408 | 27                           | 155                          | .253                         | 4.29                         | 47세                         |
| 2001년      | 히로시마    | 4위         | 140  | 68   | 65   | 7      | .511 | -                            | 155                          | .269                         | 3.82                         | 55세                         |
| 2002년      | 히로시마    | 5위         | 140  | 64   | 72   | 4      | .471 | 21                           | 154                          | .259                         | 4.36                         | 56세                         |
| 2003년      | 히로시마    | 5위         | 140  | 67   | 71   | 2      | .486 | 20                           | 153                          | .259                         | 4.23                         | 57세                         |
| 2004년      | 히로시마    | 5위         | 138  | 60   | 77   | 1      | .438 | 20                           | 187                          | .276                         | 4.75                         | 58세                         |
| 2005년      | 히로시마    | 6위         | 146  | 58   | 84   | 4      | .408 | 29.5                         | 184                          | .275                         | 4.80                         | 59세                         |
| 통산 : 10년 | 통산 : 10년 | 통산 : 10년 | 1358 | 648  | 681  | 29     | .518 | A클래스 : 3회, B클래스 : 7회 | A클래스 : 3회, B클래스 : 7회 | A클래스 : 3회, B클래스 : 7회 | A클래스 : 3회, B클래스 : 7회 | A클래스 : 3회, B클래스 : 7회 |

1. 1989년부터 1996년까지는 130경기제.
2. 2001년부터 2004년까지는 140경기제.
3. 2005년부터 146경기제.

## 같이 보기
- 1991년 일본 시리즈